# Eparchia Sagar
Eparchia Sagar – eparchia Kościoła katolickiego obrządku syromalabarskiego w Indiach. Została utworzona w 1968 jako egzarchat apostolski. Podniesiona do rangi eparchii w 1977.

## Ordynariusze
- Clement Thottungal, C.M.I. † (1968–1986)
- Joseph Pastor Neelankavil, C.M.I. (1986–2006)
- Anthony Chirayath 2006–2018
- James Athikalam MST (od 2018)